# Brusy (Přešťovice)
Brusy (německy Bruß) jsou malá vesnice, část obce Přešťovice v okrese Strakonice v Jihočeském kraji. Nachází se asi tři kilometry severovýchodně od Přešťovic. Je zde evidováno 33 adres. V roce 2011 zde trvale žilo 23 obyvatel.
Brusy jsou také název katastrálního území o rozloze 2,87 km².

## Historie
První písemná zmínka o vesnici pochází z roku 1384.

## Obyvatelstvo
| Rok            | 1869 | 1880 | 1890 | 1900 | 1910 | 1921 | 1930 | 1950 | 1961 | 1970 | 1980 | 1991 | 2001 | 2011 | 2021 |
| -------------- | ---- | ---- | ---- | ---- | ---- | ---- | ---- | ---- | ---- | ---- | ---- | ---- | ---- | ---- | ---- |
| Počet obyvatel | 153  | 155  | 159  | 159  | 151  | 156  | 151  | 104  | 88   | 69   | 52   | 24   | 23   | 23   | 45   |
| Počet domů     | 28   | 29   | 29   | 30   | 30   | 29   | 29   | 31   | 24   | 20   | 20   | 26   | 26   | 30   | 30   |

## Obecní správa
Při sčítání lidu v letech 1850–1971 Brusy byly samostatnou obcí v okrese Strakonice. Od 26. listopadu 1971 jsou částí obce Přešťovice v okrese Strakonice, kdy se konaly obecní volby. V letech 1850–1909 k obci patřila Kbelnice.

## Pamětihodnosti
- Návesní kaple
- Kříž před návesní kaplí
- Kamenný kříž z roku 1871 v obci

## Galerie

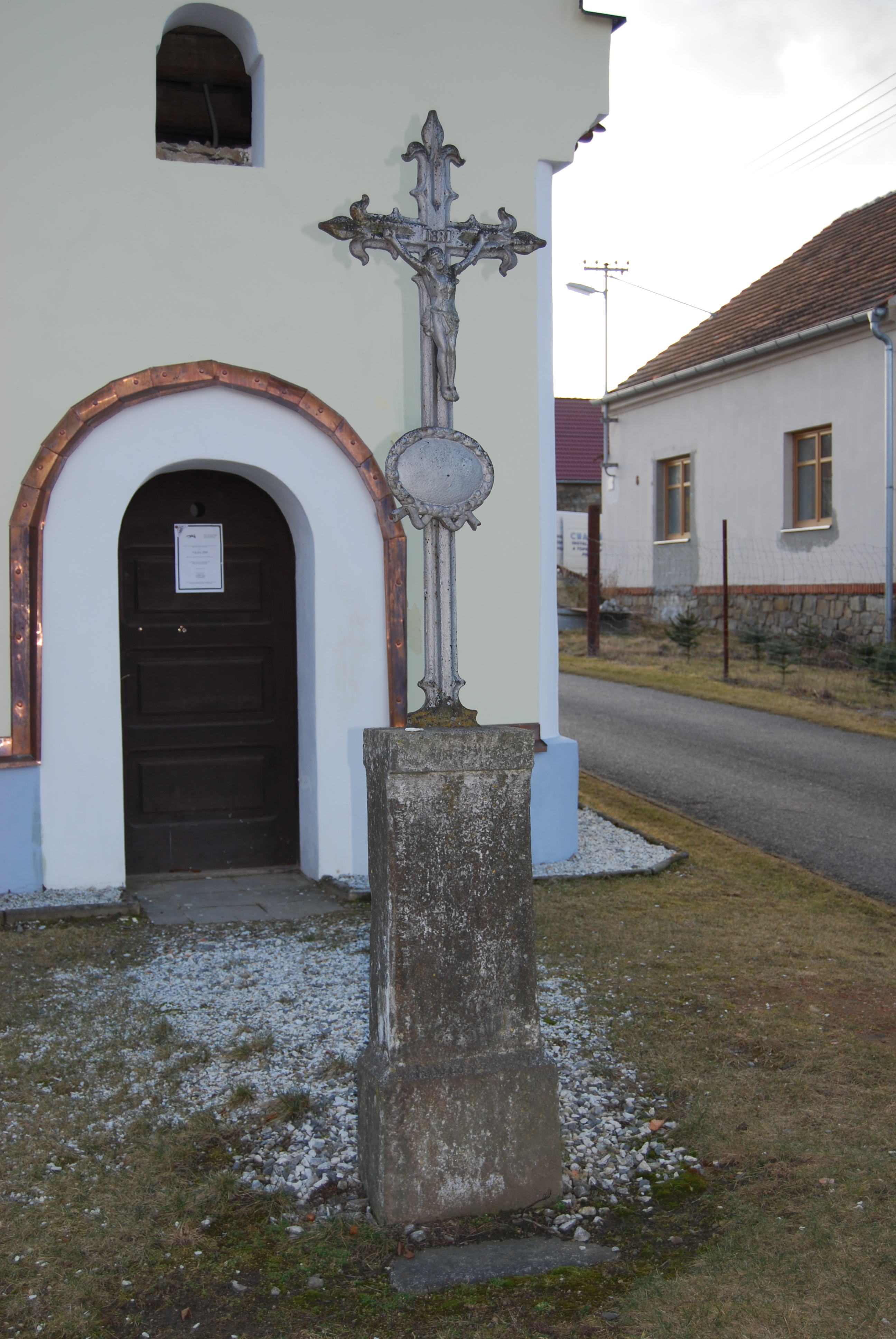
Kříž před kaplí
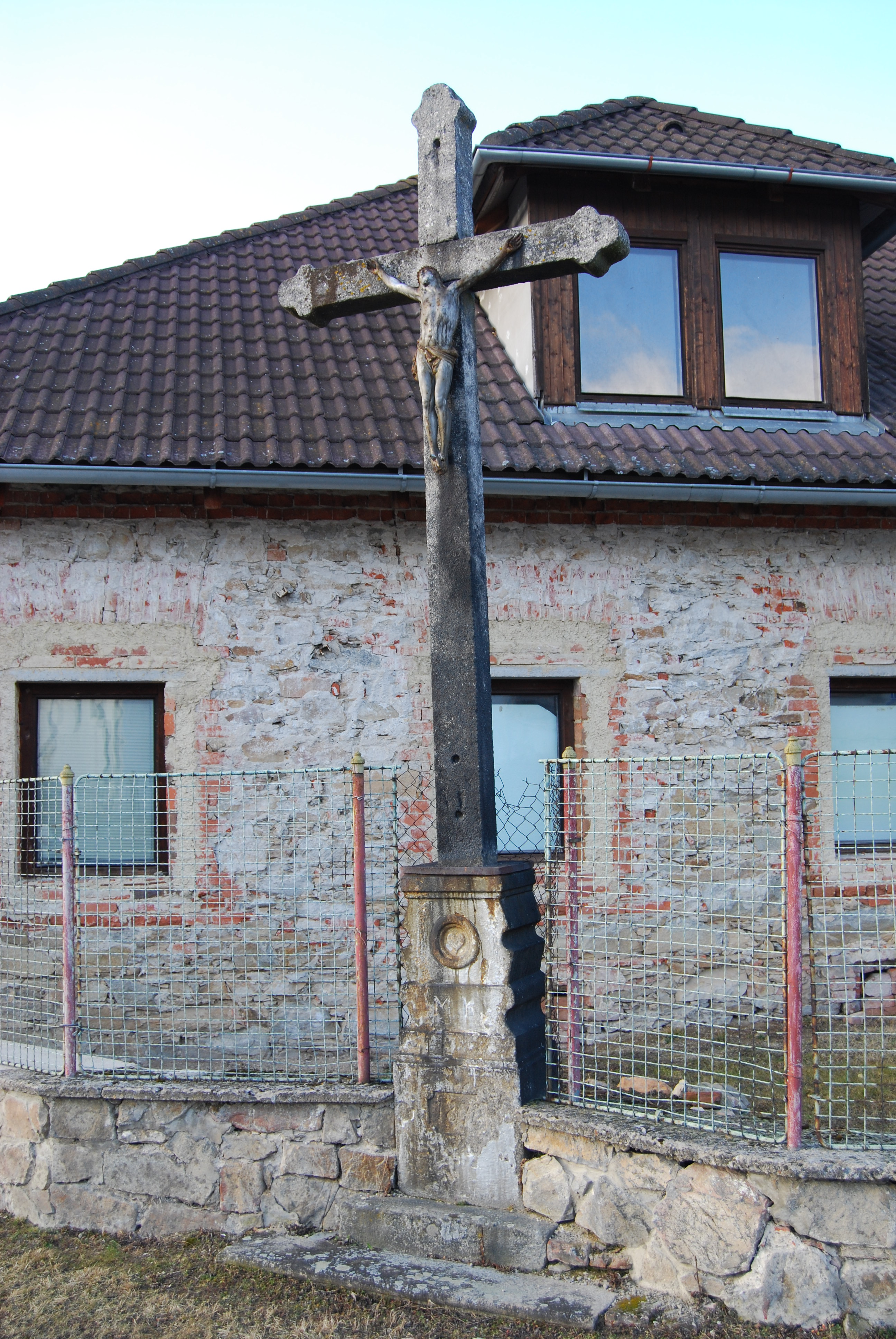
Kamenný kříž ve vsi z roku 1871
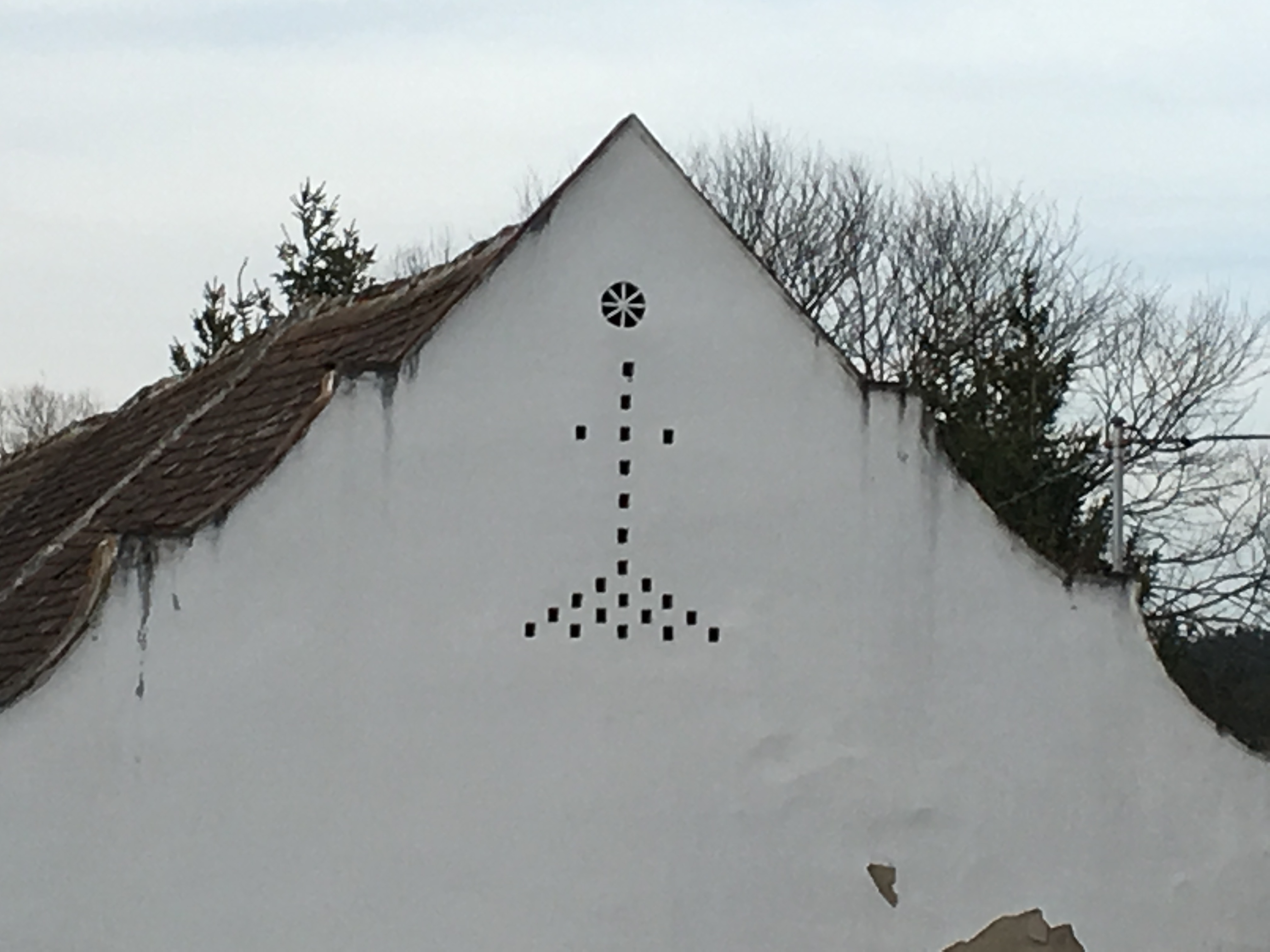
Štít domu